# Губаева, Тамара Владимировна
Тамара Владимировна Губаева (род. 27 апреля 1958, Казань) — юрист и филолог, специалист по юридической лингвистике; выпускница Казанского государственного университета (1979); кандидат филологических наук, доктор юридических наук с диссертацией о словесности в юриспруденции (1997); профессор и заведующая кафедрой общетеоретических дисциплин Казанского филиала Российской академии правосудия.

## Работы
Тамара Губаева является автором и соавтором пятидесяти научных публикаций, включая более несколько монографий; она специализируется, в основном, на проблемах теории права, включая вопросы правотворчества в Российской Федерации и ее субъектах:
- «Словесность в юриспруденции». Учебник (1995);
- «Практический курс русского языка для юристов». Учебное пособие (1-е изд. — 1986; 2-е изд. — 1990);
- «Речевые коммуникации юристов». Интерактивный мультимедиа-курс для дистанционного образования (2001)
- «Законотворчество в Российской Федерации» (2000) (гл. «Лингвистические проблемы законотворчества»);
- «Язык и право» (2003)[1].